# Касай, Геннадий Александрович
Геннадий Александрович Касай (укр. Геннадій Олександрович Касай; род. 28 ноября 1972, Запорожье) — директор спортивного комплекса, генеральный директор Дворца спорта «Юность».
Народный депутат Украины IX созыва.

## Биография

### Образование
Он окончил Запорожский машиностроительный институт (специальность «Подъемно-транспортные, строительные, дорожные машины и оборудование»), Запорожский национальный технический университет (специальность «Физическое воспитание»).

### Трудовая деятельность
1989—1990 гг. — токарь Запорожского производственного объединения «Моторостроитель».
2002—2008 гг. — начальник производственно-диспетчерского бюро механического цеха акционерного общества «Мотор Сич».
2008—2009 гг. — заместитель начальника механического цеха по производству.
С 2009 г. — директор спортивного комплекса АО «Мотор Сич».
Касай является членом Президиума Запорожской федерации гандбола.

### Личная жизнь
Жена Касай Мария Владимировна, старшая дочь Касай Полина Геннадьевна, младший сын Касай Илья Геннадьевич.

## Политическая деятельность
В 2015 году — кандидат в депутаты Запорожского городского совета от партии «Новая политика».
Кандидат в народные депутаты от партии «Слуга народа» на парламентских выборах 2019 года (избирательный округ № 74, Коммунарский район, часть Александровского района г. Запорожье). На время выборов: генеральный директор спортивного комплекса ПАО «Мотор Сич», беспартийный.
Член Комитета Верховной Рады по вопросам национальной безопасности, обороны и разведки.